# Nyons
Nyons (franskt uttal: [njɔ̃s], occitanska: Niòns) är en kommun i departementet Drôme i regionen Auvergne-Rhône-Alpes i sydöstra Frankrike. Kommunen ligger i kantonen Nyons et Baronnies som tillhör arrondissementet Nyons. År 2022 hade Nyons 6 794 invånare.

## Befolkningsutveckling
| Befolkningsutvecklingen i Nyons 1968–2021 | Befolkningsutvecklingen i Nyons 1968–2021 | Befolkningsutvecklingen i Nyons 1968–2021 | Befolkningsutvecklingen i Nyons 1968–2021 | Befolkningsutvecklingen i Nyons 1968–2021 |
| ----------------------------------------- | ----------------------------------------- | ----------------------------------------- | ----------------------------------------- | ----------------------------------------- |
|                                           |                                           |                                           |                                           |                                           |
| År                                        |                                           |                                           | Folkmängd                                 |                                           |
| 1968                                      | 1968                                      |                                           | 4 982                                     |                                           |
| 1975                                      | 1975                                      |                                           | 5 607                                     |                                           |
| 1982                                      | 1982                                      |                                           | 6 061                                     |                                           |
| 1990                                      | 1990                                      |                                           | 6 353                                     |                                           |
| 1999                                      | 1999                                      |                                           | 6 723                                     |                                           |
| 2007                                      | 2007                                      |                                           | 7 109                                     |                                           |
| 2015                                      | 2015                                      |                                           | 6 690                                     |                                           |
| 2021                                      | 2021                                      |                                           | 6 771                                     |                                           |